# Sunîcine, Snovsk
Sunîcine (în ucraineană Суничне) este localitatea de reședință a comunei Sunîcine din raionul Snovsk, regiunea Cernihiv, Ucraina.

## Demografie
Componența lingvistică a localității Sunîcine
     Ucraineană (95,82%)
     Rusă (3,8%)
     Alte limbi (0,38%)
Conform recensământului din 2001, majoritatea populației localității Sunîcine era vorbitoare de ucraineană (95,82%), existând în minoritate și vorbitori de rusă (3,8%).